# Eerste klasse 2007-08 (basketbal België)
Het seizoen 2007-2008 van de Eerste klasse was de 61e editie van de hoogste basketbalcompetitie. Dit seizoen nam een aanvang  op 29 september 2007, de reguliere competitie liep tot 10 mei 2018. De Play-offs van  13 Mei tot 31 Mei 2008.  Dit seizoen haalde Atomia Brussels  de seizoenstart niet. De club uit de hoofdstad had verschillende spelers aangetrokken, maar toen de stedelijke overheid zijn engagementen herzag en de sponsors afwezig bleven, ging de stekker eruit.
Door het laattijdig wegvallen van Atomia Brussels werd Leuven heropgevist om de competitie toch nog met een even aantal teams te laten verlopen. Als tegemoetkoming verkreeg Leuven een wijziging in de competitieformule, de andere eersteklassers gingen akkoord met een seizoen zonder daler.  De eerste zes ploegen plaatsen zich voor de play-offs

## Teams
1. Optima Gent
2. Basket Bree BBC
3. Telindus Oostende
4. Spotter Basket Groot Leuven
5. Spirou Charleroi
6. Antwerp Giants
7. Dexia Mons-Hainaut
8. Belgacom Liège Basket
9. Okapi Aalstar
10. Royal BC Verviers-Pepinster

## Eindklassement
| Ranking | Team                        | Games | Won | Lost | Points |
| ------- | --------------------------- | ----- | --- | ---- | ------ |
| 1       | Spirou Charleroi            | 36    | 27  | 9    | 63     |
| 2       | Bree Basket                 | 36    | 27  | 9    | 63     |
| 3       | Telindus Oostende           | 36    | 25  | 11   | 61     |
| 4       | Mons-Hainaut                | 36    | 23  | 13   | 59     |
| 5       | Liège Basket                | 36    | 20  | 16   | 56     |
| 6       | Okapi Aalstar               | 36    | 17  | 19   | 53     |
| 7       | Verviers-Pepinster          | 36    | 15  | 21   | 51     |
| 8       | Antwerp Giants              | 36    | 11  | 25   | 47     |
| 9       | Spotter Basket Groot Leuven | 36    | 9   | 27   | 45     |
| 10      | Optima Gent                 | 36    | 6   | 30   | 42     |

1928 · 1929 · 1930 · 1931 · 1932 · 1933 · 1934 · 1935 · 1936 · 1937 · 1938 · 1939 · 1940 · 1941 · 1942 · 1943 · 1944 · 1945 · 1946 · 1947 · 1948 · 1949 · 1950 · 1951 · 1952 · 1953 · 1954 · 1955 · 1956 · 1957 · 1958 · 1959 · 1960 · 1961 · 1962 · 1963 · 1964 · 1965 · 1966 · 1967 · 1968 · 1969 · 1970 · 1971 · 1972 · 1973 · 1974 · 1975 · 1976 · 1977 · 1978 · 1979 · 1980 · 1981 · 1982 · 1983 · 1984 · 1985 · 1986 · 1987 · 1988 · 1989 · 1990 · 1991 · 1992 · 1993 · 1994 · 1995 · 1996 · 1997 · 1998 · 1999 · 2000 · 2001 · 2002 · 2003 · 2004 · 2005 · 2006 · 2007 · 2008 · 2009 · 2010 · 2011 · 2012 · 2013 · 2014 · 2015 · 2016 · 2017 · 2018 · 2019 · 2020 · 2021